# Bankraub in Fortaleza

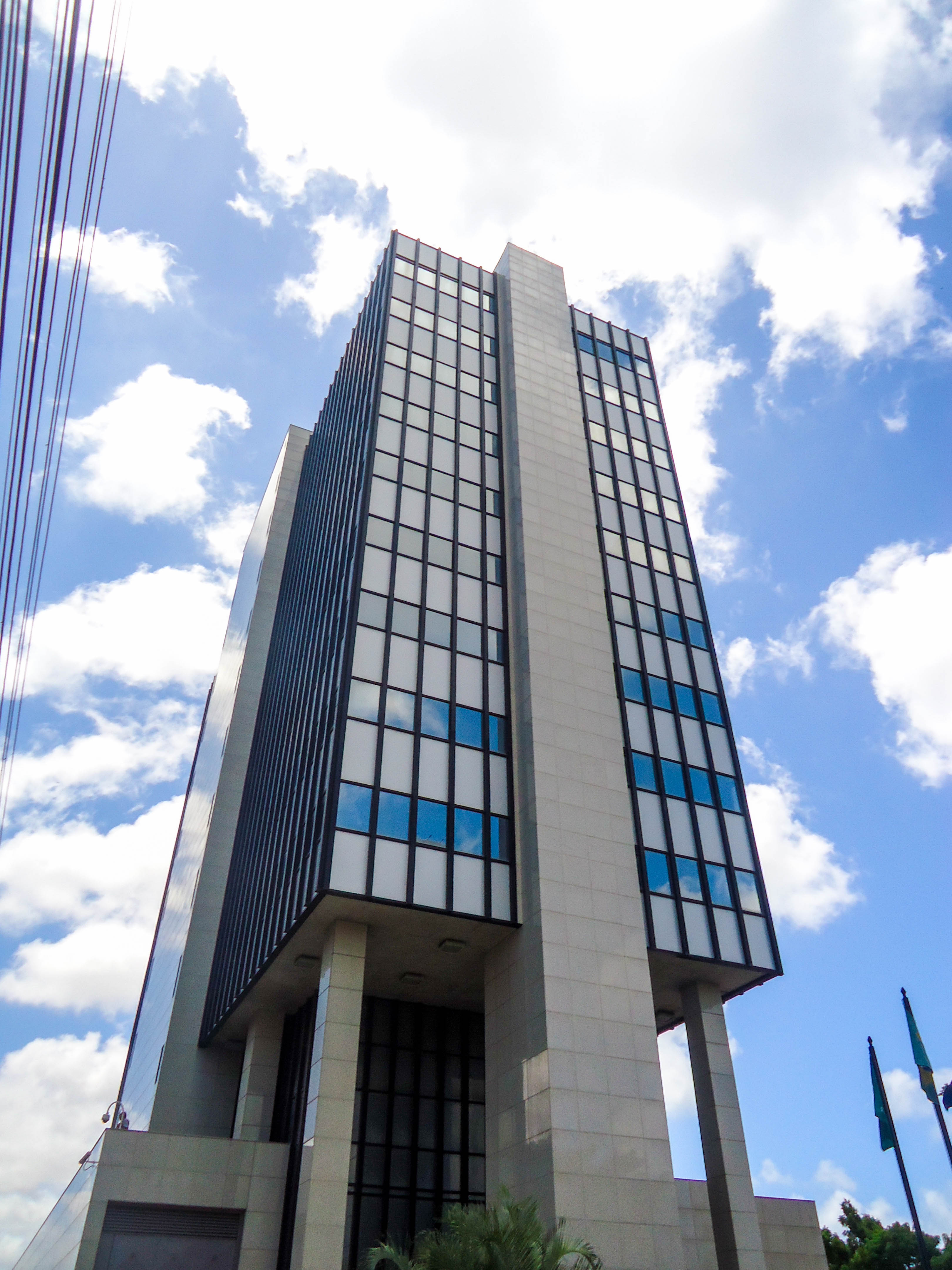
Filiale der Zentralbank von Brasilien in Fortaleza

Der Bankraub in Fortaleza, der am 6. und 7. August 2005 in einer Filiale der Zentralbank von Brasilien in Fortaleza im Bundesstaat Ceará durchgeführt und am 8. August entdeckt wurde, wird in deutschsprachigen Medien als der größte Bankraub in der Geschichte Brasiliens bezeichnet. Die Täter entwendeten 3,5 Tonnen Bargeld im Wert von 164,75 Millionen Reais (2015 etwa 56 Millionen Euro). Mutmaßlich waren über 150 Personen direkt am Bankraub oder an der nachfolgenden Geldwäsche beteiligt. Streng genommen handelte es sich nicht um einen Bankraub unter Androhung von Gewalt, sondern um einen Einbruch, der über einen Zeitraum von 3 Monaten vorbereitet wurde.

## Ablauf

### Vorbereitung
Die Täter hatten im Mai 2005 vorgegeben, in einem Nachbarblock der Zentralbank eine Gärtnerei zu eröffnen. Von dort aus gruben sie einen 78 Meter langen Tunnel, der in einer Tiefe von 4 Metern unter den Abwasserkanälen und einer vielbefahrenen Straße im Zentrum Fortalezas verlief. Der Tunnel war mit Holz- und Kunststoffelementen verkleidet und verfügte über elektrisches Licht und eine Belüftungsanlage. Im Verlauf der Arbeiten am Tunnel fielen sechs LKW-Ladungen Erdreich an, die abtransportiert wurden.

### Durchführung
Am 6. und 7. August 2005 wurde der über 1 Meter dicke Stahlbetonboden des Tresorraums u. a. mit einem Presslufthammer geöffnet und gezielt gebrauchte, unregistrierte 50-Reais-Banknoten entwendet, die aus dem Verkehr gezogen und vernichtet werden sollten. Die Alarmanlage der Bank war ausgeschaltet und Überwachungskameras mit Holzpaneelen abgedeckt.

### Flucht
Da der Einbruch erst am 8. August 2005 entdeckt wurde, konnten die Täter mit dem Geld in verschiedene Regionen Brasiliens flüchten.

### Aufklärung
Über Kameras am Flughafen wurden Antonio Jussivan Alves do Santos und Moises Teixeira da Silva als mutmaßliche Haupttäter identifiziert. Moises Teixeira da Silva war 2001 mit über 100 Mithäftlingen durch einen Tunnel aus einem Gefängnis geflohen. Beide waren bereits nach São Paulo entkommen. Im Tunnel war eine SIM-Karte gefunden worden, mit der Luis Fernando Ribeiro, ein reicher Drogendealer, überführt werden sollte. Ihm wurde die finanzielle Unterstützung der Vorbereitungen mit 500.000 Reais vorgeworfen. Allerdings wurde er Anfang Oktober 2005 entführt und trotz Lösegeldzahlung ermordet. Es wird vermutet, dass Ribeiro der kriminellen Organisation Primeiro Comando da Capital (PCC) angehörte, da der Tod seiner Entführer deren Vorgehensweise entsprach.
Ein Wachmann der Zentralbank, Deucimar Neves Queiroz verschaffte den Räubern die Baupläne der Filiale. Infolgedessen wurde seine Frau entführt und gezwungen, das Versteck der Gelder zu verraten. Einer der Tunnelbauer lieferte bei seiner Verhaftung weitere Hinweise zur Organisation und dem Ablauf des Tunnelbaus. Im Jahr 2008 konnte Antonio Jussivan Alves do Santos gefangen genommen werden. Zwischen 2008 und 2010 wurden alle mutmaßlichen Täter zu Haftstrafen verurteilt. Außerdem wurden über 150 Strafverfahren gegen weitere Beteiligte eingeleitet.
Der Großteil des geraubten Geldes ist weiterhin verschwunden.

## Künstlerische Rezeption
Am 22. Juli 2011 wurde der Film Assalto ao Banco Central, der vom Bankraub in Fortaleza inspiriert ist, in Brasilien uraufgeführt. Ebenfalls 2011 erschien das Sachbuch Toupeira - A História do Assalto ao Banco Central von Roger Franchini, einem ehemaligen Ermittler bei der brasilianischen Zivilpolizei.